# رعاية تجارية
الرعاية التجارية Sponsorships هو دعم لحدث، نشاط، شخص أو منظمة مالياً أو تزويدهم بالمنتجات والخدمات مقابل تحقيق المنفعة لكل من الداعم (الشركات) والمدعوم.الراعي برعاية المواقع والنشاطات التي تجذب عدد كبير من الجمهور الذين يهدف للوصول إليهم، فيضع الشعار المميز له في الموقع على الإنترنت أو في مكان النشاط دلالة على رعايته لهذا الحدث.
ففي جميع القطاعات تقريباً من جميع الأسواق توجد منافسة شديدة بين الشركات والعلامات التجارية، وفي الغالب لايمكن التفريق بينها من حيث الجودة والسعر، فتلجـأ الشركات إلى دعم احداث أو فرق مشهورة لتبرز من ضمن الشركات المنافسة وتخلق ميزة استثنائية لعلامتها التجارية. انا البنوك العملاء الهيئات الحكومية نقابه المهندسين العرب بدون ما هي الاهداف و لا يوجد مثله من خلال تحليل قنوات الافلام و نشر في مجلة أمريكية الشيخ و و الخ من و الى زياده اعداد المنتجات لكي تقوم بممارسة أعمالها الفنية و 

## بعض أنواع الرعاية
- تقوم الشركات بدعم فرق رياضية مشهورة بتقديم المعدات والأجهزة التي تحتاجها هذي الفرق مقابل الاعتراف بالاسم التجاري للشركة، حيث تقوم الفرق بوضع شعار الشركة الراعية على ملابس اللاعبين وفي مكان حدوث السباق وعلى الأجهزة الرياضية. وبذلك تتحقق المنفعة للطرفين حيث يتم الإعلان بطريقة غير مباشرة عن الشركة الراعية للسباق وترويج اسمها ووصولها إلى أكبر عدد من الجمهور، بينما في المقابل تستفيد الفرق مالياً من خلال الدعم الذي تحصل عليه.
  - مثل فرق الفورمولا 1 (Formula one) تعتمد اعتماداً كبيراً في دخلها عن طريق الإعلان عن التبغ الذي يعكس رعاية التبغ لهذه الفرق.
- تقوم الشركات بدعمبرامج تلفزيونية مالياً مقابل وضع شعارها في هذه البرامج دلالة على كونها الراعي الرسمي لهذا البرنامج. ففي اليابان تقوم شركات كبيرة بدعم مسلسلات تلفزيونية ويوضع شعار الشركة في بداية الحلقة.

## النظريات
تم استخدام مجموعة من النظريات النفسية والاتصالات لشرح كيفية عمل الرعاية التجارية للتأثير على جمهور المستهلكين. يستخدم معظمهم فكرة أن العلامة التجارية brand (الراعي) والحدث (الراعي) تصبح مرتبطة في الذاكرة من خلال الرعاية ونتيجة لذلك، يمكن أن يؤدي التفكير في العلامة التجارية إلى إنشاء روابط تبقى متصلة بالحدث. نشر كورنويل ويكس وروي (2005)  مراجعة شاملة للنظريات المستخدمة حتى الآن لشرح آثار الرعاية التجارية.
واحدة من أكثر النتائج انتشارًا في الرعاية التجارية هي أن أفضل الآثار تتحقق عندما يكون هناك تطابق وارتباط منطقي بين الراعي والجهة الراعية، مثل علامة تجارية رياضية ترعى حدثًا رياضيًا، أو شركة طبية ترعى حدثا طبيا. ومع ذلك، أظهر العمل الذي قام به كورنويل وزملاؤه  أن العلامات التجارية التي ليس لها تطابق منطقي ما زالت قادرة على الاستفادة على الأقل فيما يتعلق بتأثيرات الذاكرة، إذا حدد الراعي بعض الأسس المنطقية لرعاية الجمهور.

## التصنيفات المتعددة
- الداعم التسلسلي هو أعلى مركز في فئات الدعم. غالبًا ما يتم تضمين اسم وشعار الداعم في عنوان السلسلة (سلسلة كأس مونستر إنرجي ناسكار)). يسمح هذا الوضع أيضًا للشركات بأن يكون لها صوت حاسم بشأن مسألة التواجد بين الداعمين من الشركات الأخرى العاملة في نفس مجال الأعمال، والحق في استخدام الفرق وأعضاء الفريق واللاعبين والمدربين والجهة العقابية لإجراء عروض ترويجية مشتركة، والحق في الأولوية التواجد في جميع الفعاليات الرسمية المخصصة لحدث رياضي، مع ذكر إلزامي في جميع الأنشطة التي تتم نيابة عن الفريق، مع إبراز اسم الراعي الرئيسي في اعتمادات الأفلام، والبرامج التلفزيونية التي تم إنشاؤها بدعم مالي، ووضع الشعارات واللافتات. غالبًا ما يتطلب الأمر وضع ملصق أو ملصق على عنصر مرئي للغاية (موحد أو سيارة سباق أو لوحة) لكل منافس، حتى لو كان راعيهم الشخصي في منافسة مباشرة مع الراعي المتسلسل.
- عنوان الداعم يميز أهم مساهمة لشركة في تنظيم واستضافة حدث. غالبًا ما يتم وضع اسم هذا الراعي بجوار اسم المسابقة والفرق والرياضيين الفرديين ويرتبط به (على سبيل المثال، يتم وضع شعار الراعي على اللقب في أماكن مختلفة حول الملعب أو المسار (مثل الرسم في قم بإدخال العشب / الرصيف أو الجدران أو الأماكن المختلفة في الحقل أو لوحات الإعلانات على جانبي الحقل أو ما إلى ذلك) أو الاسم في عنوان الاسم الرسمي لحدث سباق السيارات أو اسم لعبة كرة سلة الكلية الأمريكية). في حالة وجود كفيل اللقب، قد يظل موقف الكفيل العام مجانيًا.
- الداعم العام هو الداعم الذي يقدم واحدة من أكبر المساهمات (في حالة عدم وجود داعم ملكية - عادة ما يكون أكثر من 50 ٪ من جميع أموال الرعاية المجمعة) والتي تتلقى لها الحق في استخدام صور المنافسة وكذلك التغطية الإعلامية الشاملة. إذا لزم الأمر، يمكن استكمال وضع الراعي العام من قبل الرعاة العامين لفئات معينة، وكذلك الداعم الرئيسي.
- يوفر الداعم للفريق الأموال للفرق الفردية. يتم تخصيص المزيد من الأموال المقدمة (الراعي الأساسي مقابل الراعي الثانوي)
- الداعم الرسمي هو الداعم الذي يجعل جزء معين من الأموال التي تم جمعها (في حدود 20-25 ٪). عادة، يمكن منح الحالة المعينة حسب الفئة («شريك التأمين الرسمي»، «شريك السيارات الرسمي»، إلخ).
- الداعم الفني هو الداعم الذي يشجع تنظيم الأحداث الرياضية من خلال الدفع الجزئي أو الكامل للسلع والخدمات (مثل المعدات الطبية واللياقة البدنية وتنظيم النقل والإقامة).
- الداعم المشارك عبارة عن شركة، لا يتجاوز حجم رسوم الدعم عادة 10٪ من إجمالي الأموال اليت تم جمعها.
- الداعم المعلوماتي هي منظمة تقدم الدعم المعلوماتي من خلال التغطية الإعلامية، وإجراءات العلاقات العامة، والإجراءات المشتركة، إلخ.

## مميزات الرعاية
- القدرة على لفت نظر الزبائن مما يؤدي إلى توسيع قاعدة العملاء للاسم التجاري.
- تطوير ولاء العملاء وزيادة المبيعات: نتيجة تحسن الصورة الذهنية للشركة وتحسّن سمعتها وزيادة الوعي بالعلامة التجارية الخاصّة بها سيُقبِل زبائن جدد على شراء منتجات الشركة وسترتفع العوائد من الزبائن الحاليين من مشترياتهم.
- أقل تكلفة من الإعلانات الصريحة وأكثر قبولاً لدى الزبائن.
- زيادة الوعي بالعلامة التجارية. إن رعاية الشركة لحدث كبير سيجعل جماهيره يعرفون علامتها التجارية،
- ترويج الاسم التجاري (الماركة التجارية) للراعي.
- زيادة المبيعات.
- تطوير العلاقات التجارية لرجال الأعمال.
- تحسين الصورة الذهنية للشركة: إن رعاية الشركة لأحداث كبيرة ستجعل الزبائن ينظرون إلى هذه الشركة باعتبارها قوية وذات قدرة مالية كبيرة، وزيادرثقة الزبائن بها وبمنتجاتها.[6]
- تساهم في بناء سمعة جيدة للشركة: ان قيام الشركة برعاية الأحداث الاجتماعية أو الأحداث الخيرية مثل الحفلات الخاصة بالأطفال المصابين بالسرطان، ستجعل المجتمع ينظر إليها على أنها تتمتع بمسؤولية اجتماعية وتقدّم الدعم للمجتمع وهذا ما يحسن سمعتها.
- الاستهداف الجيد لفئة محددة من السوق: تستطيع الشركة من خلال رعاية حدث ما أن تستهدف فئة سوقية محدّدة قد لا تستطيع استهدافها من خلال وسائل الإعلان.
- طرح منتج جديد أو تقديم عينات مجانية للزبائن أثناء الحدث وقياس ردة فعل الجمهور عليه قبل طرحه في السوق، وكذلك يمكن توزّيع عينات مجانية لأحد منتجاتها الجديدة أثناء الحدث الذي ترعاه.

## مضار الرعاية
1. إذا قامت شركات الرعاية بدعم نشاطات غير معروفة أو فرق غير مشهورة فإنها قد لا تحصل على الدعاية الكافية مقابل مأقدمته من دعم مادي.
2. تتضرر العلامة التجارية للشركات الراعية والداعمة في حالة حدوث أي فشل للفريق أو الحدث الذي تدعمه.

## الحصول على الدعم
يوجد الكثير من الطرق والاساليب التي يمكن من خلالها الحصو على الرعاية التجارية سواء المحددة أو الممتدة أو الدائمة:
- معرفة النظام الأساسي الخاص بك والشركات التي تتطابق مع ذلك
- تحديد قيمة العرض بدقة
- حديد نوع الرعاية المطلوبة من الداعم
- كتابة اقتراحًا مقنعًا يوضح لماذا يجب على الداعم رعاية عملك.
- اسأل عن قيمتها الخاصة بك
- المتابعة المستمرة للشركات التي تم التقدم لها [8]
- البحث عن الشركات التي ترعى أحداثًا أو أنشطة أخرى مماثلة لك
- إنشاء قائمة الرعاة المحتملين الذي سيتم التعامل معها والتواصل معهم
- العصف الذهني لاحتياجات ومتطلبات كل داعم محتمل
- كتابة ملخص تنفيذي يبين تفاصل الرعاية ونوعها واهدافها سواء لمعرض أو كتاب أو شركة
- قائمة مستويات الرعاية المختلفة مثلب الرعاية الدائمة أو المحددة أو لحدث معين لمرة واحدة
- تحديد الميزانية المطلوبة من الداعم للحدث أو العمل المطلوب رعايته
- تصميم دعوة مميزة لاسرالها للداعم المحتمل.

## كتابة رسالة طلب الرعاية
يتوجب على الراغبين بايجاد داعمين ورعاة خطاب مناسب لطلب الرعاية (a Letter Requesting Sponsorship). حيث يجب أن يبيّن خطابك للداعمين جدوى رعاية الحدث، وأن يوضح له الفوائد التي ستعود عليه عند رعاية الحدث. يمكن أن تكون رسالة طلب الرعاية العامل الأهم بعد اللقاء الشخصي الذي يحدّد ما إذا كنت ستحصل على الرعاية التي تسعى إليها للحدث أم لا. يوجد العديد من النقاط التي يمكن الاخذ بها لكتابة رسالة طلب الرعاية:

## الفرق بين الرعاية والإعلان
فرقت IEG (المجموعة الرائدة في مجال تقديم الاستشارات، التدريب، البحث، التقييم والقياس لشركات الرعاية) بين الرعاية والإعلان على النحو التالي:
- الإعلان يهتم بالكمية بينما الرعاية تهتم بالنوعية، فيجب الا تتعارض الرعاية مع الإعلان.
- ووفقاً لإحصاءات محللي السوق فإن الرعاية والدعم تمثل حوالي 535$ من عائدات الإعلانات على الإنترنت في عام 2007.

## أمثلة
1. "WebMD.com" الموقع الرائد في الولايات المتحدة الأمريكية في مجال المعلومات الطبية يقدم «مواقع رعاية» للشركات مثل شركة «فيليبس»

التي تقوم بدعم ورعاية الأدوات التي تستخدم لإيقاف الرجفان القلبي عن طريق الصدمة الكهربائية، وشركة "Lilly" التي تقوم بدعم ورعاية الأدوية التي تعالج الاضطرابات وقصور الانتباه لدى الأطفال.
1. شركة كوكا كولا تقوم بدعم دورة الألعاب الأولمبية ونهائيات كأس العالم لكرة القدم بتقديم الميداليات الذهبية وكؤوس البطولة.
2. فريق يوفنتوس الإيطالي يحظى بأكبر دعم في تاريخ كرة القدم حيث يحصل على حوالي 15 مليون يورو في السنة.
3. فريق مانشستر يونايتد البريطاني يحظى بدعم كثير من الشركات مثل AIG (الراعي الرسمي للفريق)، نايك، AirAsia وغيرها من الشركات.

## عقود الرعاية في كرة القدم
في أغلب الحالات تمثل عقود الرعاية الجزء الأكبر من إيرادات أندية كرة القدم السنوية. ولا تتوقف عقود الرعاية الإعلانات على قمصان الفريق فقط كما يعتقد البعض، لكنها تبدأ من الشركة التي تقدم هذه القمصان بالإضافة لبقية أدوات الفريق من ملابس وأطقم تدريب وكرات وغيرها، بالإضافة للشركات التي تحصل على حقوق الإعلان داخل الملاعب وعلى قمصان الفريق، وتختلف بين الراعي الرئيسي للقميص وراعي آخر يتم وضع إسمه على الأكمام أو على قمصان التدريب، وأمور أخرى.
عقود الرعاية تتباين حسب شعبية واسم النادي، والنجاحات التي يحققها في الفترة التي يكون فيها لهذه الشركات حق رعايته. وعادة ما تشمل هذه العقود مبالغ إضافية تحصدها الأندية في حالة الفوز ببطولة كبرى مثل  دوري أبطال أوروبا على سبيل المثال.